# Velika nagrada Generala Juana Peróna 1948
Velika nagrada Generala Juana Peróna 1948 je bila prva dirka za Veliko nagrado v sezoni 1948. Odvijala se je 17. januarja 1948 na dirkališču Parque Palermo.

## Dirka

### Prva preddirka
| Poz | Dirkač              | Moštvo          | Dirkalnik         | Krogi | Čas/Odstop |
| --- | ------------------- | --------------- | ----------------- | ----- | ---------- |
| 1   | Luigi Villoresi     | Scuderia Milano | Maserati 4CL      | 15    | 40:57.1    |
| 2   | Achille Varzi       | Privatnik       | Alfa Romeo 12C-37 | 15    | + 31.6 s   |
| 3   | Pascual Puopolo     | San Isidoro     | Maserati 8CL      | 15    | + 48.6     |
| 4   | Juan Manuel Fangio  | A.C.A.          | Maserati 4CL      | 15    | + 2:17.2   |
| 5   | Andres Fernández    | Privatnik       | Maserati 6CM      | 14    | +1 krog    |
| Ods | Jean-Pierre Wimille | Equipe Gordini  | Simca-Gordini T15 | 3     | Menjalnik  |
| Ods | Eitel Cantoni       | Privatnik       | Alfa Romeo 308    |       |            |

- Najhitrejši krog: Luigi Villoresi - 2:39.5

### Druga preddirka
| Poz | Dirkač          | Moštvo                | Dirkalnik        | Krogi | Čas/Odstop |
| --- | --------------- | --------------------- | ---------------- | ----- | ---------- |
| 1   | Nino Farina     | Scuderia Milano       | Maserati 8CL     | 15    | 40:35.6    |
| 2   | Oscar Gálvez    | Privatnik             | Alfa Romeo 308   | 15    | + 14.5 s   |
| 3   | Chico Landi     | Privatnik             | Alfa Romeo 308   | 15    | + 58.9     |
| 4   | Arialdo Ruggeri | Scuderia Milano       | Maserati 4CL     | 15    | + 2:57.5   |
| 5   | Victorio Rosa   | Privatnik             | Maserati 8C      | 14    | +1 krog    |
| 6   | Italo Bizio     | Privatnik             | Maserati 8C      | 14    | +1 krog    |
| 7   | Raph            | Ecurie Naphtra Course | Maserati 4CL     | 13    | +2 kroga   |
| 8   | Enrico Platé    | Scuderia Milano       | Maserati 4CL     | 12    | +3 krogi   |
| Ods | Juan Gálvez     | Privatnik             | Alfa Romeo 8C-35 |       |            |
| Ods | Clemar Bucci    | Privatnik             | Cadillac Special |       |            |
| Ods | Gino Bianco     | Privatnik             | Ford Special     |       |            |

- Najhitrejši krog: Nino Farina 2:37.6

### Finale
| Poz | Dirkač              | Moštvo                | Dirkalnik         | Krogi | Čas/Odstop |
| --- | ------------------- | --------------------- | ----------------- | ----- | ---------- |
| 1   | Luigi Villoresi     | Scuderia Milano       | Maserati 4CL      | 25    | 1:11:46.6  |
| 2   | Chico Landi         | Privatnik             | Alfa Romeo 308    | 25    | + 38.0 s   |
| 3   | Andres Fernández    | Privatnik             | Maserati 6CM      | 24    | +1 krog    |
| 4   | Arialdo Ruggeri     | Scuderia Milano       | Maserati 4CL      | 24    | +1 krog    |
| 5   | Victorio Rosa       | Privatnik             | Maserati 8C       | 23    | +2 kroga   |
| 6   | Raph                | Ecurie Naphtra Course | Maserati 4CL      | 21    | +4 krogi   |
| Ods | Oscar Gálvez        | Privatnik             | Alfa Romeo 308    | 7     | Vžig       |
| Ods | Juan Manuel Fangio  | A.C.A.                | Maserati 4CL      | 4     | Vžig       |
| Ods | Italo Bizio         | Privatnik             | Maserati 8C       | 3     |            |
| Ods | Nino Farina         | Scuderia Milano       | Maserati 8CL      | 3     | Zavore     |
| Ods | Achille Varzi       | Privatnik             | Alfa Romeo 12C-37 | 2     | Vžig       |
| Ods | Pascual Puopolo     | San Isidoro           | Maserati 8CL      | 0     |            |
| Ods | Enrico Platé        | Scuderia Milano       | Maserati 4CL      | 0     |            |
| Ods | Jean-Pierre Wimille | Equipe Gordini        | Simca-Gordini T15 | 0     |            |
| Ods | Eitel Cantoni       | Privatnik             | Alfa Romeo 308    |       |            |